# Ignacio Calvo
Ignacio Calvo y Sánchez (Horche, provincia de Guadalajara, 1864 - Madrid, 1930), escritor, arqueólogo, numismático, iconógrafo y arabista español.

## Biografía
Estudió en Guadalajara capital y luego pasó al Seminario Conciliar de Toledo; allí, como penitencia por una irreverente travesura, cometida por carecer de dinero para comprarse un Cristo que se pedía tener, inició su famosa traducción parcial del Quijote al latín macarrónico; se ordenó sacerdote en 1888 y fue párroco de Alhóndiga. Viajó a Roma con unos obreros peregrinos y publicó Abeja de la Alcarria en la Cúpula del Vaticano.
Fue luego arcipreste de Herrera del Duque y ganó por oposición una plaza del Cuerpo facultativo de Archiveros y Bibliotecarios. Fue destinado a la Biblioteca de la Universidad de Salamanca, y tomó posesión en 1901 del cargo de Conservador de la sección de Numismática del Museo Arqueológico Nacional en Madrid, también por oposición; compaginó estos trabajos con la enseñanza del árabe en la Universidad Central.
En 1905, fecha del tricentenario de la primera parte del Quijote, imprimó una traducción de los primeros capítulos de esta obra al latín macarrónico, cuya segunda edición lleva el título de Historia Dómini Quijoti Manchegui Traducta Per Ignatium Calvum (Curam Misae Et Ollae) Cum Prologo Manoli L. Anaya (Editio Nova, Castigata Et Alargata, Matriti: Tip. Julii Cosano, MCMXXII).
En 1912 inicia diversas excavaciones arqueológicas, bien como delegado director o como inspector, en Termancia, Osma y Clunia (Burgos), el cerro de Santa Tecla en Pontevedra y las cuevas y Collado de los Jardines en Santa Elena (Jaén). Además excavó en las cercanías de Horche, en la Alcarria: tanto en Aranzueque, como en la Cueva de Valdecobo o de La Galiana.
Nombrado académico correspondiente de la Real de Historia desde 1916, ganó el Premio Anual de la Junta de Iconografía Nacional; se le recuerda también como un gran profesor de numismática y medallística.

## Obras
- Historia Domini Quijoti Manchegui, traducta in latinem macarronicum per Ignatium Calvum, curam misae et ollae. Madrid: Imp. del Asilo de Huérfanos del S. C. de Jesús, 1905; segunda edición, 1922; reimpreso varias veces más.
- Abeja de la Alcarria en la cúpula del Vaticano: libaciones dulces y amargas hechas en Aragón, Cataluña, Francia, Roma, Nápoles y Valencia, Talavera de la Reina: Imp. y enc. de L. Rubalcaba, 1895.
- Ensayo de un catálogo general para las medallas del Museo Arqueológico Madrid: Revista de Archivos, Bibliotecas y Museos, 1912.
- Retratos de personajes del siglo XVI, relacionados con la Historia Militar de España, Madrid, Imprenta y Encuadernación de Julio Cosano, 1919, con 155 ilustraciones fotográficas; memoria premiada en el concurso de 1916 y reimpresa modernamente en 2003.
- Salamanca a vista de pájaro (impresiones de un tío), Salamanca, 1898
- Salón de Numismática del Museo Arqueológico Nacional, Madrid, 1912
- Datos para su más sabroso estudio, 1912.
- Termes, ciudad celtíbero-arevaca, Madrid: Revista de Archivos, Bibliotecas y Museos, 1913.
- Exploraciones arqueológicas por Ignacio, Madrid: Revista de Archivos, Bibliotecas y Museos, tomo XXXI, 1914.
- Catálogo-guía de las colecciones de monedas y medallas expuestas al público en el Museo Arqueológico Nacional, 1925.
- En las ruinas de Clunia, 1916.
- Excavaciones en Clunia: memoria de los trabajos realizados en el año 1915, Madrid: Tip. de la "Revista de Arch., Bibl. y Museos", 1916.
- Memorias acerca de las excavaciones subvencionadas por el Estado en el año 1916, Junta Superior de Excavaciones y Antigüedades, 1917, 7 t. en un volumen.
- Excavaciones en la cueva y collado de los Jardines (Santa Elena-Jaén): memoria de los trabajos realizados en el año 1916 Madrid: Tip. de la "Revista de Arch., Bibl. y Museos" 1917.
- Excavaciones en la cueva y collado de los Jardines (Santa Elena-Jaén): memoria de los trabajos realizados en la campaña de 1917 Madrid: Tip. de la "Revista de Arch., Bibl. y Museos" 1918.
- Excavaciones en la cueva y collado de los Jardines (Santa Elena-Jaén): memoria de los trabajos realizados en la campaña de 1918, Madrid: Tip. de la "Revista de Arch., Bibl. y Museos" 1919.
- Monte de Santa Tecla. La Guardia (Pontevedra). Exploraciones arqueológicas verificadas en los años 1914 a 1920, Madrid, Revista de Archivos, 1920.
- Monte de Santa Tecla en Galicia: memoria que acerca de los trabajos realizados en 1922-23, Madrid: Tip. de la "Rev. de Arch., Bibl. y Museos", 1924.
- Los reales de a cuatro, Madrid: Tipografía de la "Revista de Archivos", 1927.
- El extranjerismo español en la Numismática, Madrid: Tip. de la Rev. de Archivos, 1929.
- Historia de Horche, desde los tiempos más remotos hasta nuestros días, inédita y perdida.